# Grand Prix automobile de Mosport 2007
Navigation
Édition précédente Édition suivante
Le Grand Prix automobile de Mosport 2007, disputé sur le 26 août 2007 sur le circuit de Mosport est la neuvième manche de American Le Mans Series 2007.

## Course

### Classement de la course
Classement final de la course (vainqueurs de catégorie en gras),, :
| Pos.   | Catégorie | N° | Écurie                                      | Pilotes                                | Châssis                    | Pneus | Tours/Abandon |
| Pos.   | Catégorie | N° | Écurie                                      | Pilotes                                | Moteur                     | Pneus | Tours/Abandon |
| ------ | --------- | -- | ------------------------------------------- | -------------------------------------- | -------------------------- | ----- | ------------- |
| 1      | LMP2      | 7  | Penske Racing                               | Romain Dumas Timo Bernhard             | Porsche RS Spyder Evo      | M     | 125           |
| 1      | LMP2      | 7  | Penske Racing                               | Romain Dumas Timo Bernhard             | Porsche MR6 3.4L V8        | M     | 125           |
| 2      | LMP1      | 1  | Audi Sport North America                    | Rinaldo Capello Allan McNish           | Audi R10 TDI               | M     | 125           |
| 2      | LMP1      | 1  | Audi Sport North America                    | Rinaldo Capello Allan McNish           | Audi 5.5L TDI V12 (Diesel) | M     | 125           |
| 3      | LMP2      | 6  | Penske Racing                               | Sascha Maassen Ryan Briscoe            | Porsche RS Spyder Evo      | M     | 125           |
| 3      | LMP2      | 6  | Penske Racing                               | Sascha Maassen Ryan Briscoe            | Porsche MR6 3.4L V8        | M     | 125           |
| 4      | LMP1      | 2  | Audi Sport North America                    | Emanuele Pirro Marco Werner            | Audi R10 TDI               | M     | 125           |
| 4      | LMP1      | 2  | Audi Sport North America                    | Emanuele Pirro Marco Werner            | Audi 5.5L TDI V12 (Diesel) | M     | 125           |
| 5      | LMP2      | 26 | Andretti Green Racing                       | Bryan Herta Marino Franchitti          | Acura ARX-01a              | M     | 125           |
| 5      | LMP2      | 26 | Andretti Green Racing                       | Bryan Herta Marino Franchitti          | Acura AL7R 3.4L V8         | M     | 125           |
| 6      | LMP2      | 8  | B-K Motorsports Mazdaspeed                  | Jamie Bach Ben Devlin                  | Lola B07/46                | K     | 124           |
| 6      | LMP2      | 8  | B-K Motorsports Mazdaspeed                  | Jamie Bach Ben Devlin                  | Mazda MZR-R 2.0L Turbo I4  | K     | 124           |
| 7      | LMP2      | 20 | Dyson Racing                                | Chris Dyson Guy Smith                  | Porsche RS Spyder Evo      | M     | 124           |
| 7      | LMP2      | 20 | Dyson Racing                                | Chris Dyson Guy Smith                  | Porsche MR6 3.4L V8        | M     | 124           |
| 8      | LMP2      | 15 | Lowe's Fernández Racing                     | Adrian Fernández Luis Díaz             | Lola B06/43                | M     | 124           |
| 8      | LMP2      | 15 | Lowe's Fernández Racing                     | Adrian Fernández Luis Díaz             | Acura AL7R 3.4L V8         | M     | 124           |
| 9      | LMP2      | 16 | Dyson Racing                                | Butch Leitzinger Andy Wallace          | Porsche RS Spyder Evo      | M     | 124           |
| 9      | LMP2      | 16 | Dyson Racing                                | Butch Leitzinger Andy Wallace          | Porsche MR6 3.4L V8        | M     | 124           |
| 10     | GT1       | 3  | Corvette Racing                             | Johnny O'Connell Jan Magnussen         | Chevrolet Corvette C6.R    | M     | 116           |
| 10     | GT1       | 3  | Corvette Racing                             | Johnny O'Connell Jan Magnussen         | Chevrolet LS7-R 7.0L V8    | M     | 116           |
| 11     | GT1       | 4  | Corvette Racing                             | Oliver Gavin Olivier Beretta           | Chevrolet Corvette C6.R    | M     | 116           |
| 11     | GT1       | 4  | Corvette Racing                             | Oliver Gavin Olivier Beretta           | Chevrolet LS7-R 7.0L V8    | M     | 116           |
| 12     | GT1       | 33 | Pratt & Miller                              | Ron Fellows Andy Pilgrim               | Chevrolet Corvette C6.R    | M     | 116           |
| 12     | GT1       | 33 | Pratt & Miller                              | Ron Fellows Andy Pilgrim               | Chevrolet LS7-R 7.0L V8    | M     | 116           |
| 13     | GT2       | 62 | Risi Competizione                           | Mika Salo Jaime Melo                   | Ferrari F430GT             | M     | 112           |
| 13     | GT2       | 62 | Risi Competizione                           | Mika Salo Jaime Melo                   | Ferrari 4.0L V8            | M     | 112           |
| 14     | GT2       | 61 | Risi Competizione                           | Éric Hélary Gianmaria Bruni            | Ferrari F430GT             | M     | 111           |
| 14     | GT2       | 61 | Risi Competizione                           | Éric Hélary Gianmaria Bruni            | Ferrari 4.0L V8            | M     | 111           |
| 15     | LMP1      | 12 | Autocon Motorsports                         | Chris McMurry Tony Burgess             | Creation CA06/H            | D     | 111           |
| 15     | LMP1      | 12 | Autocon Motorsports                         | Chris McMurry Tony Burgess             | Judd GV5 S2 5.0L V10       | D     | 111           |
| 16     | GT2       | 18 | Rahal Letterman Racing                      | Tommy Milner Ralf Kelleners            | Porsche 997 GT3-RSR        | M     | 111           |
| 16     | GT2       | 18 | Rahal Letterman Racing                      | Tommy Milner Ralf Kelleners            | Porsche 3.8L Flat-6        | M     | 111           |
| 17     | GT2       | 31 | Petersen Motorsports White Lightning Racing | Peter Dumbreck Dirk Müller             | Ferrari F430GT             | M     | 110           |
| 17     | GT2       | 31 | Petersen Motorsports White Lightning Racing | Peter Dumbreck Dirk Müller             | Ferrari 4.0L V8            | M     | 110           |
| 18     | GT2       | 45 | Flying Lizard Motorsports                   | Johannes van Overbeek Jörg Bergmeister | Porsche 997 GT3-RSR        | M     | 110           |
| 18     | GT2       | 45 | Flying Lizard Motorsports                   | Johannes van Overbeek Jörg Bergmeister | Porsche 3.8L Flat-6        | M     | 110           |
| 19     | GT2       | 71 | Tafel Racing                                | Wolf Henzler Robin Liddell             | Porsche 997 GT3-RSR        | M     | 109           |
| 19     | GT2       | 71 | Tafel Racing                                | Wolf Henzler Robin Liddell             | Porsche 3.8L Flat-6        | M     | 109           |
| 20     | GT2       | 44 | Flying Lizard Motorsports                   | Lonnie Pechnik Seth Neiman             | Porsche 997 GT3-RSR        | M     | 109           |
| 20     | GT2       | 44 | Flying Lizard Motorsports                   | Lonnie Pechnik Seth Neiman             | Porsche 3.8L Flat-6        | M     | 109           |
| 21     | GT2       | 73 | Tafel Racing                                | Jim Tafel Dominik Farnbacher           | Porsche 997 GT3-RSR        | M     | 94            |
| 21     | GT2       | 73 | Tafel Racing                                | Jim Tafel Dominik Farnbacher           | Porsche 3.8L Flat-6        | M     | 94            |
| 22 DNF | LMP1      | 37 | Intersport Racing                           | Jon Field Clint Field Richard Berry    | Creation CA06/H            | D     | 86            |
| 22 DNF | LMP1      | 37 | Intersport Racing                           | Jon Field Clint Field Richard Berry    | Judd GV5 S2 5.0L V10       | D     | 86            |
| 23 DNF | GT2       | 22 | Panoz Team PTG                              | Bill Auberlen Joey Hand                | Panoz Esperante GT-LM      | Y     | 54            |
| 23 DNF | GT2       | 22 | Panoz Team PTG                              | Bill Auberlen Joey Hand                | Ford (Élan) 5.0L V8        | Y     | 54            |
| 24 DNF | LMP2      | 9  | Highcroft Racing                            | David Brabham Stefan Johansson         | Acura ARX-01a              | M     | 48            |
| 24 DNF | LMP2      | 9  | Highcroft Racing                            | David Brabham Stefan Johansson         | Acura AL7R 3.4L V8         | M     | 48            |
| 25 DNF | LMP2      | 19 | Van der Steur Racing                        | Gunnar van der Steur Adam Pecorari     | Radical SR9                | K     | 6             |
| 25 DNF | LMP2      | 19 | Van der Steur Racing                        | Gunnar van der Steur Adam Pecorari     | AER P07 2.0L Turbo I4      | K     | 6             |